# Michael G. Wilson
Michael Gregg Wilson (Nueva York, 21 de enero de 1942) es un productor y guionista de películas de James Bond. Es hijastro del productor de la saga de James Bond Albert R. Broccoli y medio hermano de la actual coproductora, Barbara Broccoli. El actor Lewis Wilson es su padre.
Wilson se graduó de la Harvey Mudd College en 1963 como ingeniero eléctrico. Más tarde estudió derecho en la Universidad de Stanford. Después de graduarse, Wilson trabajó para el gobierno de los Estados Unidos y más tarde para una empresa ubicada en Washington D. C. que se especializó en derecho internacional.
Fue nombrado Oficial de la Orden del Imperio Británico (OBE) en el año 2008, junto a su coproductora y media hermana Barbara Broccoli.

## La franquicia de James Bond
En 1972 Michael G. Wilson se unió a Eon Productions, la empresa responsable de la producción oficial de la serie de películas de James Bond la cual se remonta a 1962, que comenzó con su padrastro Albert R. 'Cubby' Broccoli y Harry Saltzman. Wilson trabajó específicamente en Eon Productions departamento legal hasta teniendo un papel más activo como asistente Cubby Broccoli para la película La espía que me amó (1977). En 1979, Wilson se convirtió en productor ejecutivo de la película Moonraker y desde entonces ha sido productor ejecutivo o productor en cada película de James Bond, en la actualidad coproducción con su media hermana Bárbara.
5 veces Wilson colaboró con el veterano guionista Richard Bond Maibaum comenzando en 1981 con Sólo para sus ojos. En 1989, Michael G. Wilson se vio obligado a terminar el guion de Licence to Kill debido a una huelga por el Writers Guild of America, west , lo que impidió a Maibaum de tener más participación. Por tanto, este fue su último guion de James Bond, como Maibaum murió en 1991 y Wilson dejó escrito, aunque técnicamente Wilson pasó a esbozar la próxima película de la serie con Alfonse Ruggiero que fue finalmente desguazado jurídico interno debido a problemas entre Eon Productions y MGM (la siguiente película, GoldenEye sería un guion completamente escrito por Michael France).
Además de sus funciones de producción, Wilson también tiene la distinción de hacer muchas apariciones cameo (haciendo uso de la palabra y no haciendo uso de la palabra) en las películas de Bond. Su primera aparición, mucho antes de convertirse en un productor, en Goldfinger era en la que apareció como un soldado de Fort Knox. Wilson ha hecho apariciones cameo en cada película oficial de Bond desde 1977.
Para Wilson, las películas de Bond protagonizadas por Sean Connery son Desde Rusia con amor y Goldfinger, mientras que La espía que me amó es su película favorita de las protagonizadas por Roger Moore. En Los Casos de Timothy Dalton, Pierce Brosnan y Daniel Craig, para Wilson estas son sus favoritas: The Living Daylights, GoldenEye y Casino Royale.

## Filmografía

### Productor Ejecutivo
- Moonraker (1979)
- For Your Eyes Only (1981)
- Octopussy (1983)

### Productor
- A View to a Kill (1985)
- The Living Daylights (1987)
- Licencia para matar (1989)
- GoldenEye (1995)
- El mañana nunca muere (1997)
- The World Is Not Enough (1999)
- Die Another Day (2002)
- Casino Royale (2006)
- Quantum of Solace (2008)
- Skyfall (2012)
- Spectre (2015)
- No Time to Die (2020)

### Como guionista
- For Your Eyes Only (1981)
- Octopussy (1983)
- A View to a Kill (1985)
- The Living Daylights (1987)

### Como Escritor
- Licencia para matar (1989)

### Cameos
- Goldfinger (1964)- Soldado de Fort Knox (no acreditado).
- La espía que me amó (1977)- Hombre en el público durante la presentación de las pirámides de Guiza (no acreditado).
- Moonraker (1979)- Turista en Venecia y Técnico en la NASA (ambos no acreditado).
- For Your Eyes Only (1981)- Sacerdote griego en una boda (no acreditado)
- Octopussy (1983)- Miembro en el Concejo de Seguridad Soviético, Turista de un bote en un río de la India (ambos no acreditado).
- A View to a Kill (1985)- Voz que se escucha cuando Bond entra al Ayuntamiento de San Francisco (no acreditado).
- The Living Daylights (1987)- Hombre en el público en la Casa de la Ópera de Viena.(no acreditado)
- Licencia para matar (1989)- Manos de agente de la DEA con regla sobre un plano y voz del Comandante de la DEA en la secuencia pre-créditos (no acreditado)
- GoldenEye (1995)- Miembro del Consejo de Seguridad y Defensa Ruso (no acreditado).
- El mañana nunca muere (1997)- Tom Wallace, empleado de Carver (no acreditado).
- The World Is Not Enough (1999)- Empleado en el Casino de Bakú (no acreditado).
- Die Another Day (2002)- General Chandler (acreditado), turista en La Habana (no acreditado).
- Casino Royale (2006)- Policía corrupto de Montenegro (acreditado).
- Quantum of Solace (2008)- Hombre leyendo un periódico en el vestíbulo de un Hotel en Puerto Príncipe, Haití (no acreditado).
- Skyfall (2012)- Hombre recibiendo a Tanner en el sepelio de los agentes asesinados del atentado al cuartel de MI6. (no acreditado)
- Spectre (2015)- Hombre despidiendose de Max Denbigh al salir de una reunión concretando el Proyecto Nueve Ojos. (no acreditado) [Nota: Aparece a un lado de su hijo, Gregg Wilson]
- Sin tiempo para morir (2021)- Agente de SPECTRE en La Habana.